# Lijst van staatsparken in New Mexico
Dit is een lijst met State Parks gelegen in de staat New Mexico (Verenigde Staten).

## Noordwest New Mexico
- Navajo Lake State Park

## Midnoord New Mexico
- El Vado Lake State Park
- Heron Lake State Park
- Fenton Lake State Park

## Noordoost New Mexico
- Cimarron Canyon State Park
- Sugarita Canyon State Park
- Clayton Lake State Park
- Hyde Memorial State Park
- Coyote Creek State Park
- Morphy Lake State Park

## Midwest New Mexico
- Bluewater Lake State Park

## Centraal New Mexico
- Manzano Mountains State Park
- Villanueva State Park
- Rio Grande Nature Center
- Storrie Lake State Park

## Midoost New Mexico
- Santa Rosa Lake State Park
- Sumner State Park
- Oasis State Park
- Conchas Lake State Park
- Ute Lake State Park

## Zuidwest New Mexico
- Elephant Butte State Park
- Caballo Lake State Park
- Percha Dam State Park
- City of Rocks State Park
- Leasburg Dam State Park
- Rock Hound State Park
- Pancho Villa State Park

## Midzuid New Mexico
- Oliver Lee Memorial State Park

## Zuidoost New Mexico
- Brantley Lake State Park
- Bottomless Lake State Park
- Living Desert State Park